# Halima Ahmed
Halima Ahmed (tiếng Somalia: Xaliima Axmed) là một nhà hoạt động chính trị Somalia.

## Cuộc sống cá nhân
Ahmed được sinh ra ở Somalia. Đối với giáo dục sau trung học, cô đã có bằng Cử nhân Nghệ thuật về Quan hệ Quốc tế tại Trường Ngoại giao Geneva ở Geneva, Thụy Sĩ.

## Nghề nghiệp
Ahmed bắt đầu sự nghiệp của mình tại Trung tâm Phục hồi Tuổi trẻ ở Mogadishu, thủ đô của Somalia. Nhiệm vụ của cô ở đó bao gồm chăm sóc những người nổi dậy và đã được đào thoát để gia nhập chính phủ Somalia.
Sau đó, cô trở thành ứng cử viên tiềm năng trong Quốc hội Liên bang Somalia mới, được thi hành vào tháng 8 năm 2012.